# Grand Hotel Bernardin, Portorož
Grand hotel Bernardin je eden izmed hotelov s 5 zvezdicami v Sloveniji.
Bil je prvi namensko zgrajeni kongresni hotel v Sloveniji.

## Ponudba
Hotel ima 241 sodobno opremljenih sob z balkonom in pogledom na morje, od tega je 10 razkošno opremljenih executive suit, 9 superior delux sob in 7 mini suit. V hotelu je tudi notranji bazen z ogrevano morsko vodo, center dobrega počutja Paradise Spa, restavraciji Pečina in Grand Restaurant, Grand Café in Cocktail Lounge s klavirjem ter pokrito teraso in zasebno plažo. Hotel ima varovano parkirišče za hotelske goste.